# مروان المعشر
الدكتور مروان جميل عيسى المعشر (1956-) دبلوماسي وسياسي أردني، ولد مروان المعشر في عمان في المملكة الأردنية الهاشمية لأسرة مسيحية. ينتمي إلى مدينة السلط الأردنية. حصل مروان المعشر على درجة البكالوريوس في الهندسة الكهربائية عام 1977، وعلى درجتي الماجستير (1978) والدكتوراة في هندسة الكمبيوتر (1981). بدأ المعشر حياته صحفياً في جريدة الجوردان تايمز التي تصدر باللغة الإنجليزية. عمل بعد ذلك في وزارة التخطيط بين عامي 1985-1990، ثم عمل مستشاراً إعلامياً لرئيس الوزراء.
كان المعشر متحدثاً رسمياً باسم الوفد الأردني لمفاوضات السلام 1991-1994. شغل بعد ذلك منصب سفير الأردن في إسرائيل عامي 1995-1996، وبعدها عين سفيراً للأردن في الولايات المتحدة الأمريكية بين عامي 1997-2002، وكان له دور بارز في إنجاز اتفاقية التجارة الحرة الأردنية الأمريكية.
عين مروان المعشر وزيراً للإعلام عام 1996. ثم وزيراً للخارجية بين عامي 2002 و2004 في حكومة المهندس علي أبو الراغب. ثم وزيراً للخارجية مرة أخرى عام 2003 في حكومة فيصل الفايز. ثم نائباً لرئيس الوزراء ووزير دولة لشؤون رئاسة الوزراء ومراقبة الأداء الحكومي عام 2004 إثر التعديل الوزاري على حكومة فيصل الفايز. ثم عمل نائباً لرئيس الوزراء عام 2004 وحتى عام 2005 في حكومة الدكتور عدنان بدران.
عين الدكتور المعشر عضواً في مجلس الأعيان الأردني حتى تاريخ 16/3/2007. كان يشغل المعشر موقع نائب رئيس البنك الدولي للشؤون الخارجية. ويشغل حاليا منصب نائب رئيس مؤسسة كارنيغي للسلام الدولي. وهو مؤلف كتاب «نهج الاعتدال العربي»، وكتاب «الوسط العربي: وعد الاعتدال».
ويكتب الآن في العديد من الصحف والمواقع الأخبارية حول الأوضاع الاقتصادية والسياسية في الأردن والشرق الأوسط.